# Thirteen (альбом Эммилу Харрис)
Thirteen — студийный альбом американской певицы Эммилу Харрис, выпущенный рекорд-лейблом Warner Bros. Records в 1986 году. Пластинка вошла в Топ-10 чарта Top Country Albums и достигла строчки № 157 в Billboard 200. Вышедшие в её поддержку синглы «I Had My Heart Set on You» и «Today I Started Loving You Again» заметного успеха в чартах не получили.

## Альбом
После экспериментов с материалом собственного сочинения в проекте The Ballad of Sally Rose, на пластинке Thirteen певица вновь обратилась к свойственным ей интерпретациям разнопланового материала, однако не так удачно как прежде. Данную работу она спродюсировала на пару с мужем и соавтором Полом Кеннерли. Название нового релиза отражало нумерацию в сольной дискографии Харрис (без учёта сборников и её раннего фолк-альбома Gliding Bird, который она игнорировала). Наиболее выразительным на Thirteen стало прочтение песни «My Father’s House» Брюса Спрингстина, чьим творчеством она восхищалась в тот период. Слабость остальных треков певица объясняла истощением от записи прошлого альбома и беспрестанных гастролей в его поддержку. Недостаток успеха этой работы артистка с лихвой компенсировала в следующем году совместным проектом Trio с Долли Партон и Линдой Ронстадт.

## Релиз
Альбом достиг позиции № 9 в Top Country Albums и № 157 в Billboard 200. Сингл «Today I Started Loving You Again» добрался до строчки № 43 в Hot Country Songs, а «I Had My Heart Set on You» не поднялся выше № 60. На CD Thirteen впервые был издан лишь в 2013 году в составе коллекции Original Album Series Vol.2 из пяти релизов Харрис 1980-х годов.

## Трек-лист
| №   | Название                                            | Автор(ы)                    | Длительность |
| --- | --------------------------------------------------- | --------------------------- | ------------ |
| 1.  | «Mystery Train»                                     | Сэм Филлипс, Герман Паркер  | 2:35         |
| 2.  | «You're Free to Go»                                 | Дон Робертсон, Lou Herscher | 2:48         |
| 3.  | «Sweetheart of the Pines»                           | Пол Кеннерли, Эммилу Харрис | 3:22         |
| 4.  | «Just Someone I Used to Know» (с Джоном Андерсоном) | Джек Клемент                | 2:57         |
| 5.  | «My Father's House»                                 | Брюс Спрингстин             | 4:48         |
| 6.  | «Lacassine Special»                                 | Айри Лежен                  | 2:58         |
| 7.  | «Today I Started Loving You Again»                  | Мерл Хаггард, Бонни Оуэнс   | 3:22         |
| 8.  | «When I Was Yours»                                  | Пол Кеннерли, Эммилу Харрис | 2:48         |
| 9.  | «I Had My Heart Set on You»                         | Родни Кроуэлл, Пол Кеннерли | 3:09         |
| 10. | «Your Long Journey»                                 | Док Уотсон, Rosalie Watson  | 3:44         |

## Чарты
| Чарт (1986)                       | Высшая позиция |
| --------------------------------- | -------------- |
| США, Billboard Top Country Albums | 9              |
| США, Billboard 200                | 157            |

## Музыканты
- Mike Bowden — бас
- Стив Кэш — гармоника
- Родни Кроуэлл — бэк-вокал
- Steve Fishell — стил-гитара, слайд-гитара, добро
- Винс Гилл — бэк-вокал
- Карл Джексон — мандолина, фиддл, банджо, акустическая гитара, бэк-вокал
- Don Johnson — клавишные
- Шейн Кейстер — синтезатор
- Мэри Энн Кеннеди — бэк-вокал
- Пол Кеннерли — акустическая гитара
- Марк О’Коннор — фиддл
- Фрэнк Рекард — мандолина, электрогитара, акустическая гитара
- Пэм Роуз — бэк-вокал
- Бадди Спичер — фиддл
- Бэрри Ташиян — бэк-вокал, аккордеон
- Steve Turner — ударные, перкуссия
- Пол Уорли — акустическая гитара
- Эммилу Харрис — вокал, акустическая гитара